# 보은 삼년산성
보은 삼년산성(報恩 三年山城)은 충청북도 보은군 보은읍에 있는 돌로 쌓은 산성으로 신라 자비왕 13년(470)에 쌓았으며, 소지왕 8년(486)에 고쳐 세웠다. 1973년 5월 25일 대한민국의 사적 제235호로 지정되었다.

## 개요
삼년산성은 돌로 쌓은 산성으로 신라 자비왕 13년(470)에 쌓았으며, 소지왕 8년(486)에 고쳐 세웠다.
『삼국사기』에는 성을 쌓는데 3년이 걸렸기 때문에 삼년산성이라 부른다고 기록되어 있고 『세종실록지리지』에는 오항산성으로,『신증동국여지승람』,『충청도읍지』에는 오정산성으로 기록되어 있다.
성의 둘레는 약 1,800m이고 성벽은 납작한 돌을 이용해서 한 층은 가로 쌓기를 하고, 한 층은 세로 쌓기를 하여 매우 튼튼하며, 성벽의 높이는 지형에 따라 다르다. 남쪽과 북쪽은 안팎을 모두 돌을 이용하여 쌓는 방법을 사용하고 있으며, 문터는 4곳에 있으나 모두 그 형식이 다르다. 성내에는 연못터와 우물터가 있고 주위 암벽에는 글이 새겨 있다. 신라시대에서 고려·조선시대까지의 토기조각과 각종 유물이 발견되어 성을 오랫동안 이용했음을 알 수 있다.
5세기 후반 신라의 뛰어난 축성 기술을 대표하는 성으로, 주변에는 수 천기의 무덤들이 있다.

## 사진

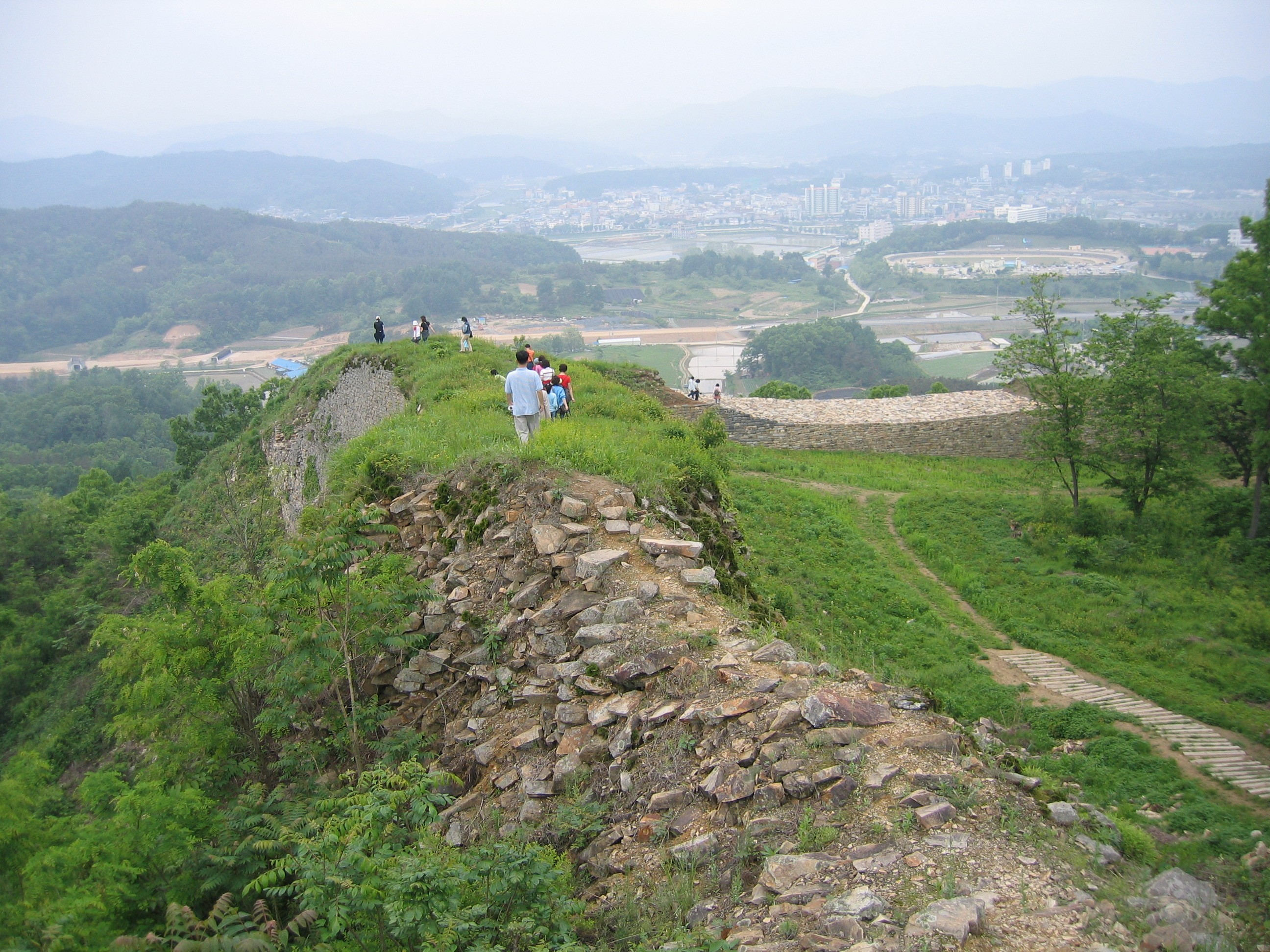
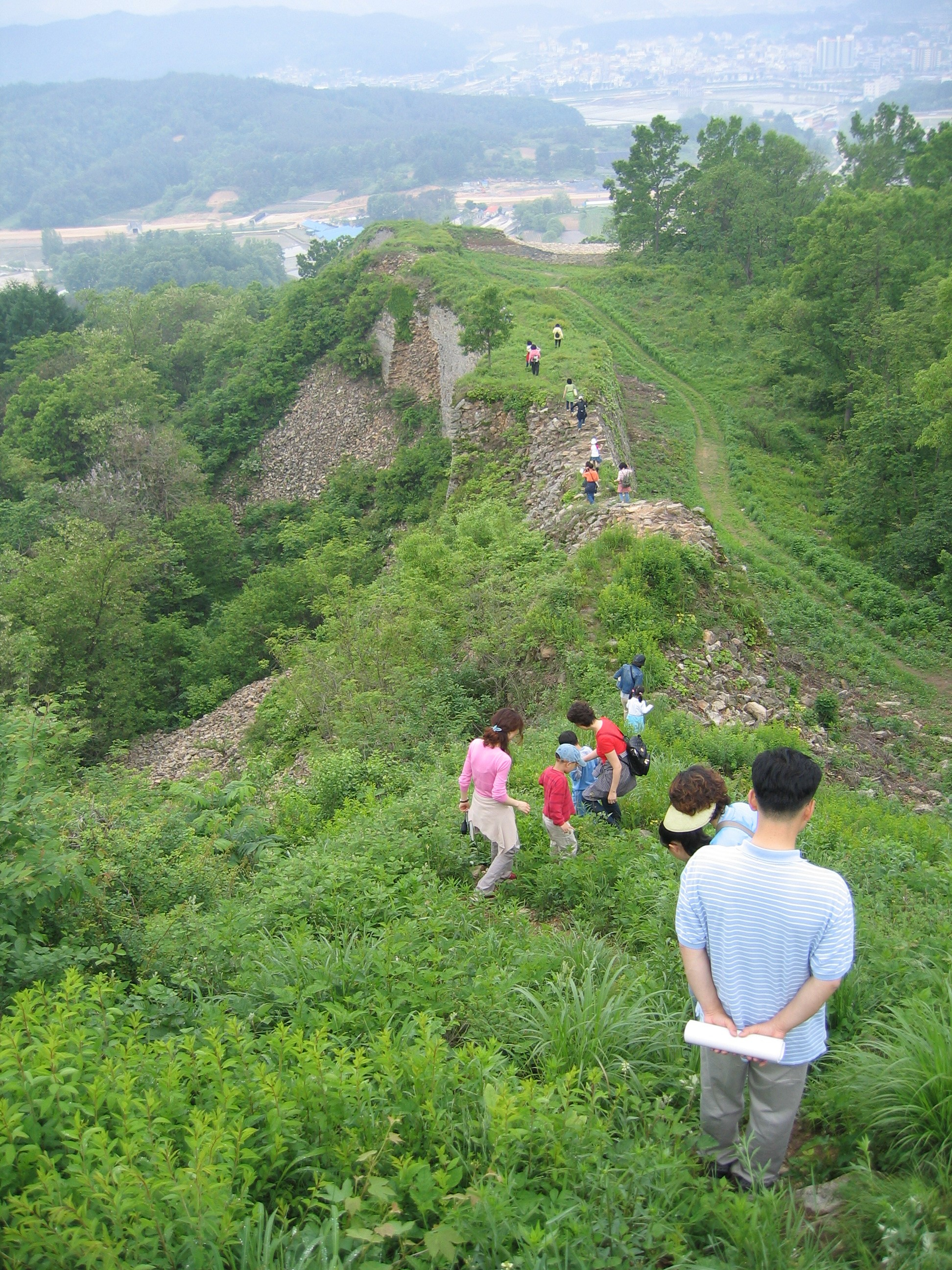
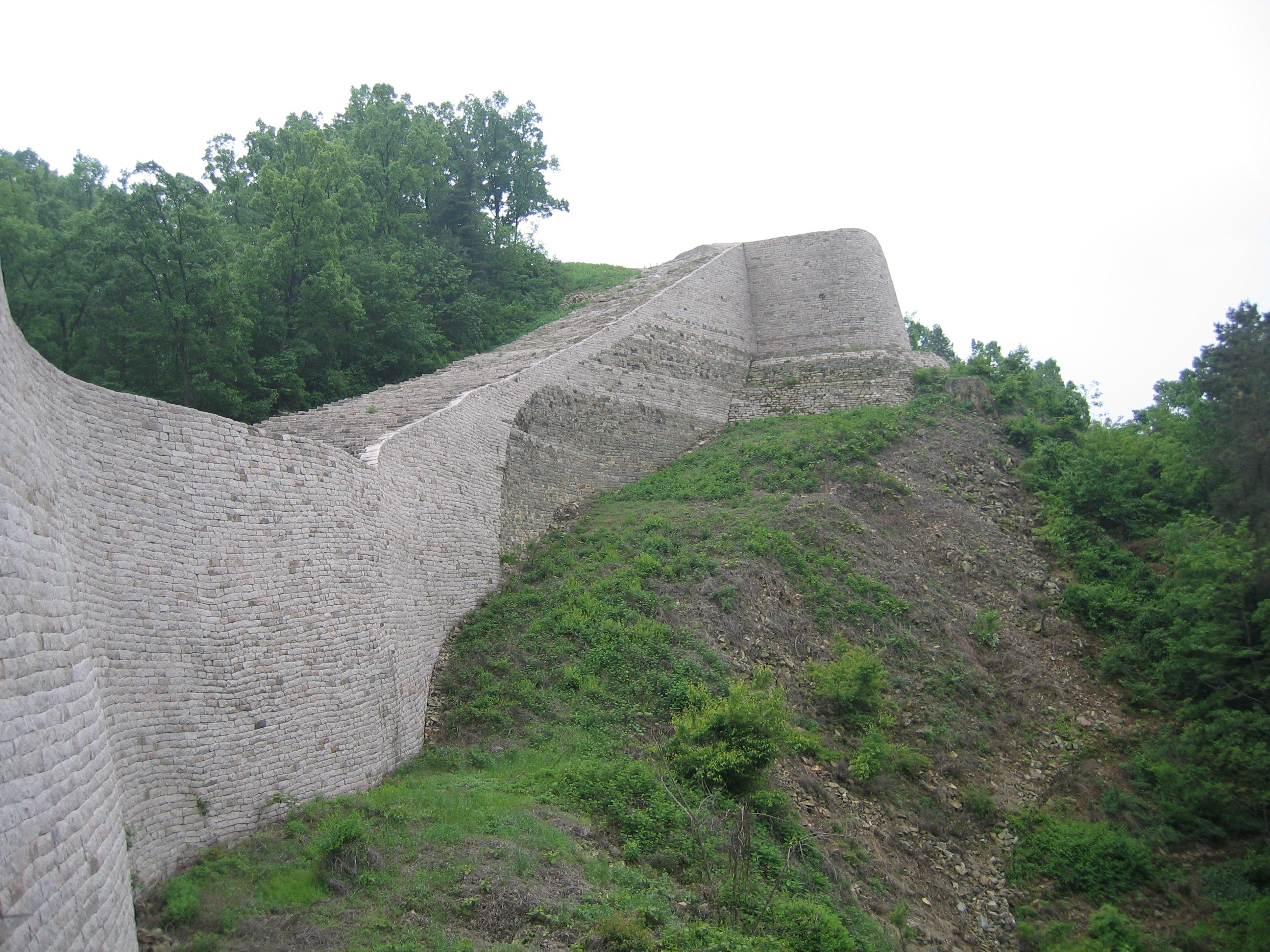

## 같이 보기
- 오산 독산성과 세마대지
- 신라
- 한국의 성 목록

## 참고 자료
- 보은 삼년산성 - 국가유산청 국가유산포털